# Milton Lazarus
Milton Lazarus (Estados Unidos, 1898-1 de marzo de 1955) fue un guionista y dramaturgo estadounidense, especialmente conocido por escribir la opereta Song of Norway, junto con Homer Curran, adaptada sobre música del compositor noruego Edvard Grieg. Y también es conocido su libreto para la obra de teatro Shoot for the Stars.